# Begonia konderreisiana
Espèce
Begonia konderreisiana est une espèce de plantes de la famille des Begoniaceae.
Elle a été décrite en 1971 par Lyman Bradford Smith (1904-1997) et Ruth C. Smith.